# Motruleni, Mehedinți
Motruleni este un sat ce aparține orașului Strehaia din județul Mehedinți, Oltenia, România.